# Merneptahstelen

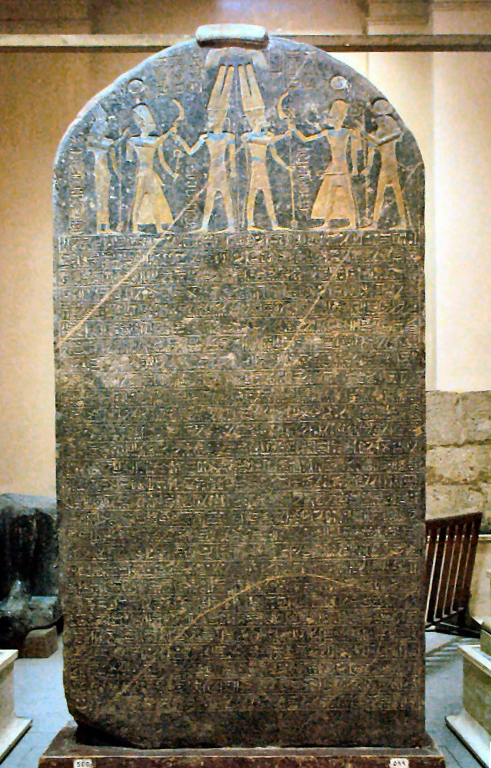
Merneptahstelen vid ett museum i Kairo.

Merneptahstelen är en stele som restes cirka 1208 f.Kr. av Merenptah (även Merneptah), farao i Egypten från 1213 till 1203 f.Kr. 
Denna sten i svart granit restes till minne av en militär seger över Libyen, men dess två sista rader innehåller noteringar om en tidigare militär operation i Kanaan. I inskriptionen omnämns Israels folk för första gången i egyptiska källor. Att folk här anges i pluralform anses tyda på att Israel vid denna tidpunkt ännu inte var ett kungarike utan en mer löst sammanhållen statsbildning. Inskriptionen antyder även att det rådde svår hungersnöd i Israel vid denna tidsperiod. En sådan hungersnöd nämns också i Ruts bok. Stenen är 318 cm hög och 163 cm bred.
Merneptahstelen upptäcktes 1896 av William Flinders Petrie.